# Endelsleiste
Die Endelsleiste ist ein Gebirgsgrat im ostantarktischen Viktorialand. Sie begrenzt die Lawrence Peaks der Victory Mountains nach Westen hin zum Mariner-Gletscher.
Wissenschaftler der deutschen Expedition GANOVEX III (1982–1983) benannten sie. Namensgeber ist Endel Sutt, Hubschrauberpilot bei dieser Forschungsreise.
Benachbarte Berge sind im Nordosten der Lawinennunatak, im Osten Wenzelberg und Nicks Nase sowie im Südosten das Schnidrighorn.